# Facultad de Traducción e Interpretación de Soria
La Facultad de Traducción e Interpretación de la Universidad de Valladolid es un centro docente situado en Soria donde se imparte los estudios de Grado de Traducción e Interpretación de la rama de conocimiento de Artes e Humanidades. Se encuentra dentro del Campus Duques de Soria.

## Historia
La Facultad de Traducción e Interpretación se fundó en 1996 como transformación de los antiguos estudios de Humanidades (Filosofía y Letras) del Colegio Universitario de Soria. Su sede fue el Colegio Universitario de Soria, antiguo convento de San Francisco, hasta el curso académico 2005/2006, en que se trasladó al Campus Universitario Duques de Soria.
Constituye un centro de especial referencia no solo de la Universidad de Valladolid, sino del territorio nacional, donde se imparten las enseñanzas de Grado, Máster y Doctorado. Su amplia experiencia en la formación de traductores e intérpretes se pone de manifiesto en la preparación minuciosa de su alumnado, en unas instalaciones modernas, dotadas con los más avanzados recursos tecnológicos y profesionales, para asumir los retos que deparará el futuro.

## Titulaciones

### Grado
- Grado en Traducción e Interpretación

### Postgrado
- Máster Universitario en Traducción en Entornos Digitales Multilingües
- Doctorado en Traductología, Traducción Profesional y Audiovisual